# 汉口义勇消防联合会旧址
汉口义勇消防联合会旧址，位于中华人民共和国湖北省武汉市硚口区汉正街道，是武汉市文物保护单位。

## 概述
该建筑是一幢3层红色小楼，实际上由两个不同时期建造的建筑警钟楼及义士享堂组成，其中警钟楼于1919年建成，义士享堂于1921年建成。时下建筑一楼用作消防文化展厅和武汉城市消防展厅。

### 汉口义勇消防联合会
宣统元年（1909年），汉口水塔落成，是自当年开始汉口开始使用水塔提供的消防水灭火。随后汉口各商民便仿照上海救火会相继成立30余个民间消防组织保安会。
宣统3年（1911年）农历3月10日，以上30余个保安会组建了名为“汉口各商团保安联合会”的群众性救火组织，拥有消防车24辆。辛亥革命后发展到48个分会，“汉口义勇消防联合会”是其下设民间自治组织之一。消防队员则由各商团职员组成，自愿参加，不计报酬，曾多次扑灭汉正街大火。
民国9年（1920年）5月7日，花楼街百子巷郭仁善堂发生火灾，联合会中汉口清真自治公益会下属的消防队有3名回族消防队员牺牲，事后汉口万人送行，尊称为“三义士”，黎元洪赠匾上书“以死勤事”。
民国17年（1928年），汉口警察局设立消防队。次年即民国18年（1939年）市府消防队与保安联合会合作，保安联合会改名保安公益会，并改48个分会调整为39个分会。1937年七七事变后，保安公益会成立义勇消防总队部，并于不久后与市警察局消防队合并为消防总队。
1953年，消防队由市公安局消防处接管。

## 整体平移
2016年，因文物所在地行将进行城市开发，经过专家组提出、讨论及遴选多种方案后，遂选定将异地保护，即沿长堤街平移的方案，用以保护建筑本体及其地理位置。
自当年4月25日起，汉口义勇消防联合会旧址开始整体向东平移，10日后完工，总计向东平移70余米。此为武汉市第一例文物整体平移项目。

## 建筑保护情况
2007年3月9日，以“义勇军消防联合会”的名义被武汉市人民政府评为第四批武汉市优秀历史建筑。
2011年3月21日，被武汉市人民政府评为第五批武汉市文物保护单位。
其作为文物的保护范围为：汉口义勇消防联合会旧址本体及周围一定范围。四至：以旧址外墙为界，西面向外延伸3米至规划道路红线，南面向外延伸13米至规划道路红线，东、北面各向外延伸10米。
其作为文物的建设控制地带为：以保护范围四至为界，西面向外延伸10米至规划道路中线，南面向外延伸15米至规划道路中线，东、北面各向外延伸20米。

## 相册

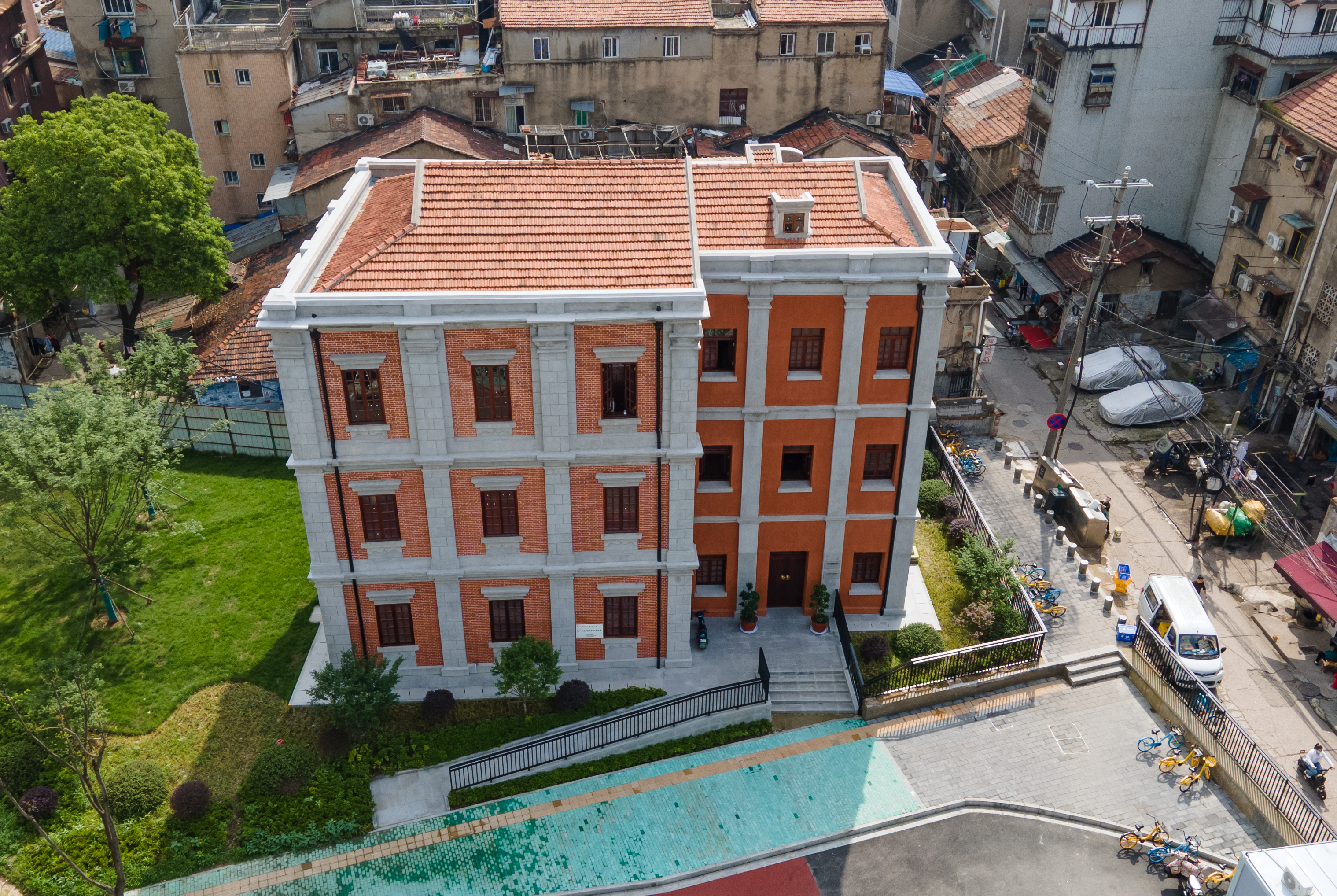
旧址正面 （2024年拍摄）
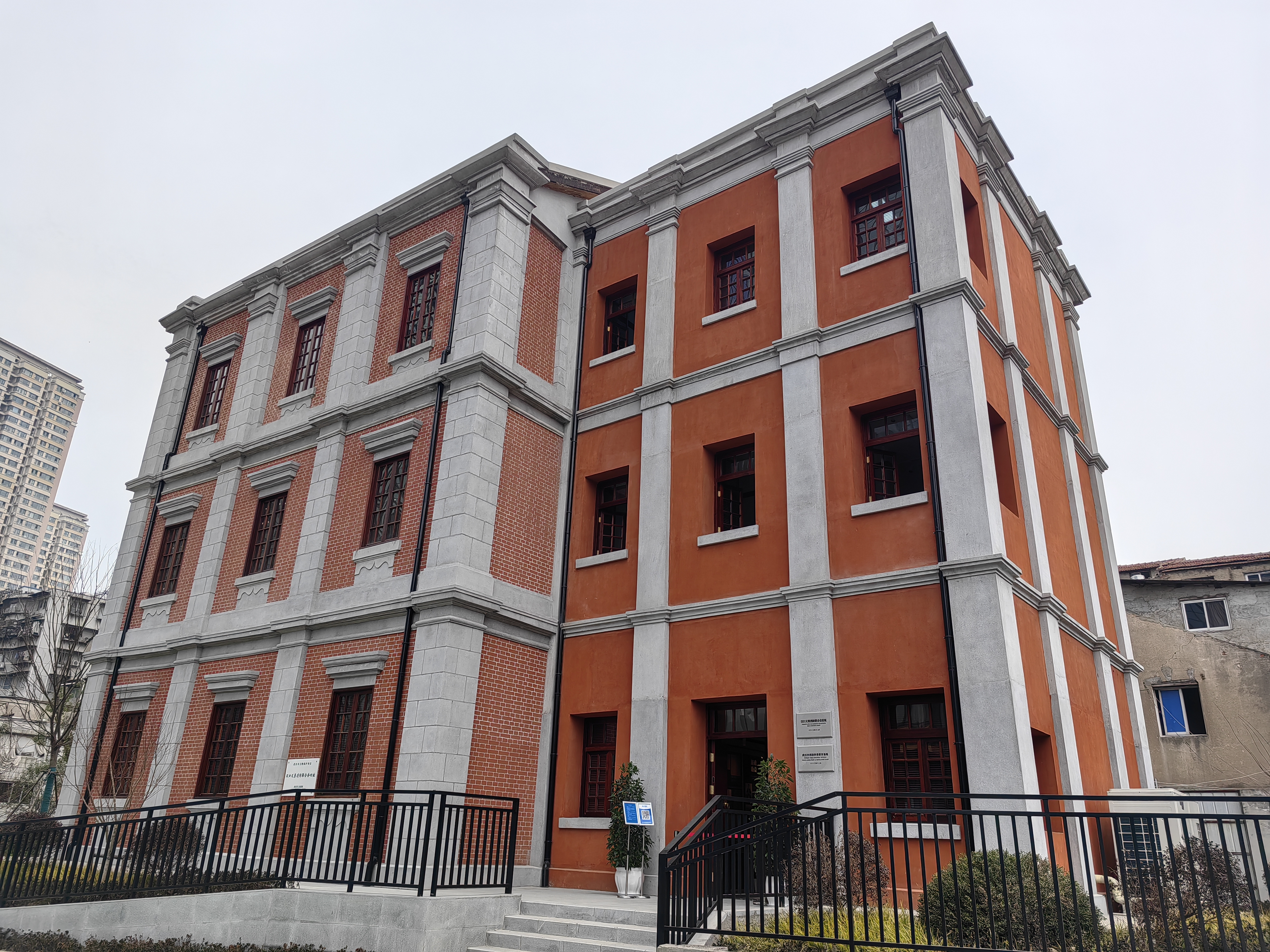
旧址正面 （2024年拍摄）
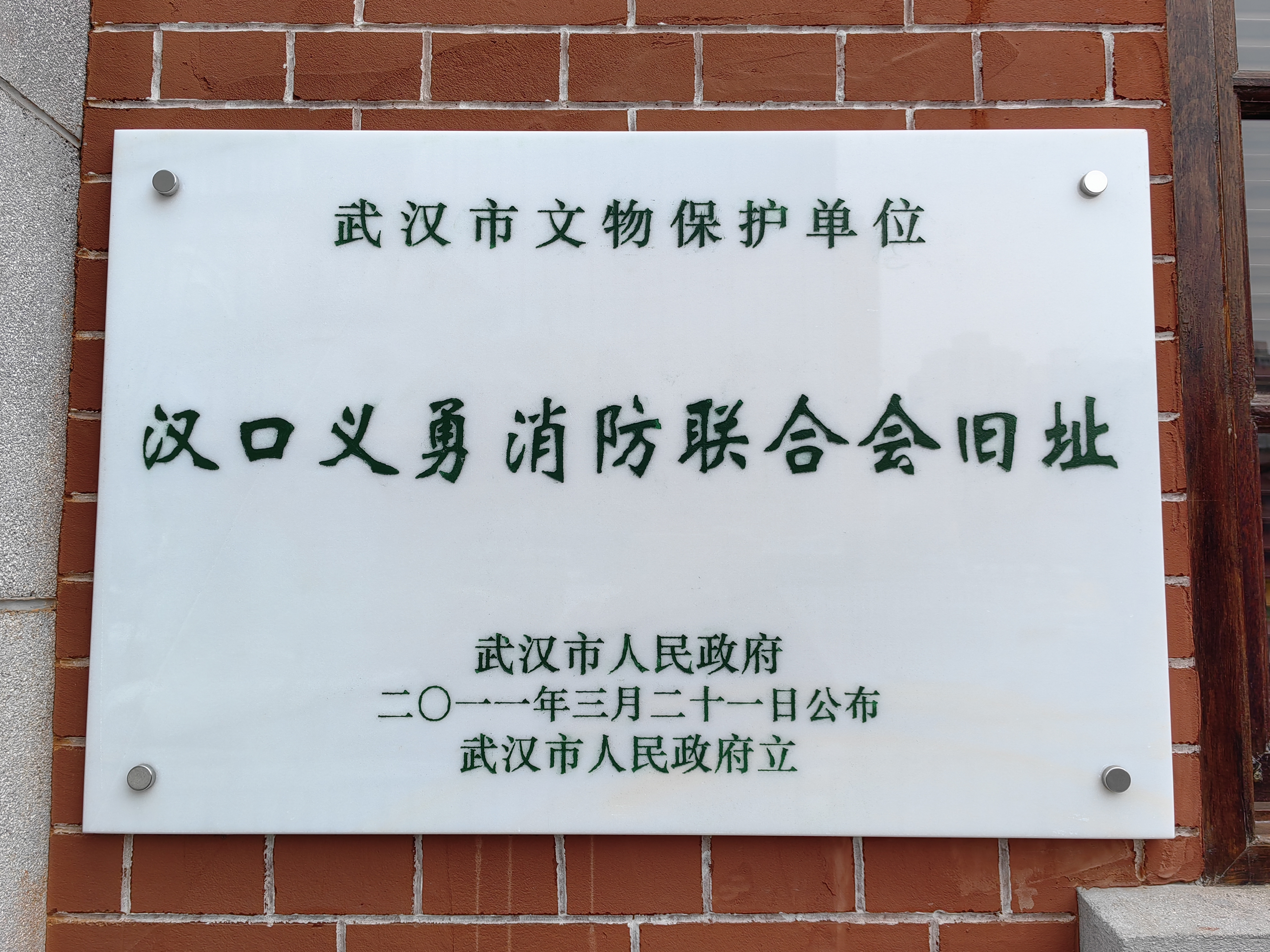
文物保护单位标志 （2024年拍摄）
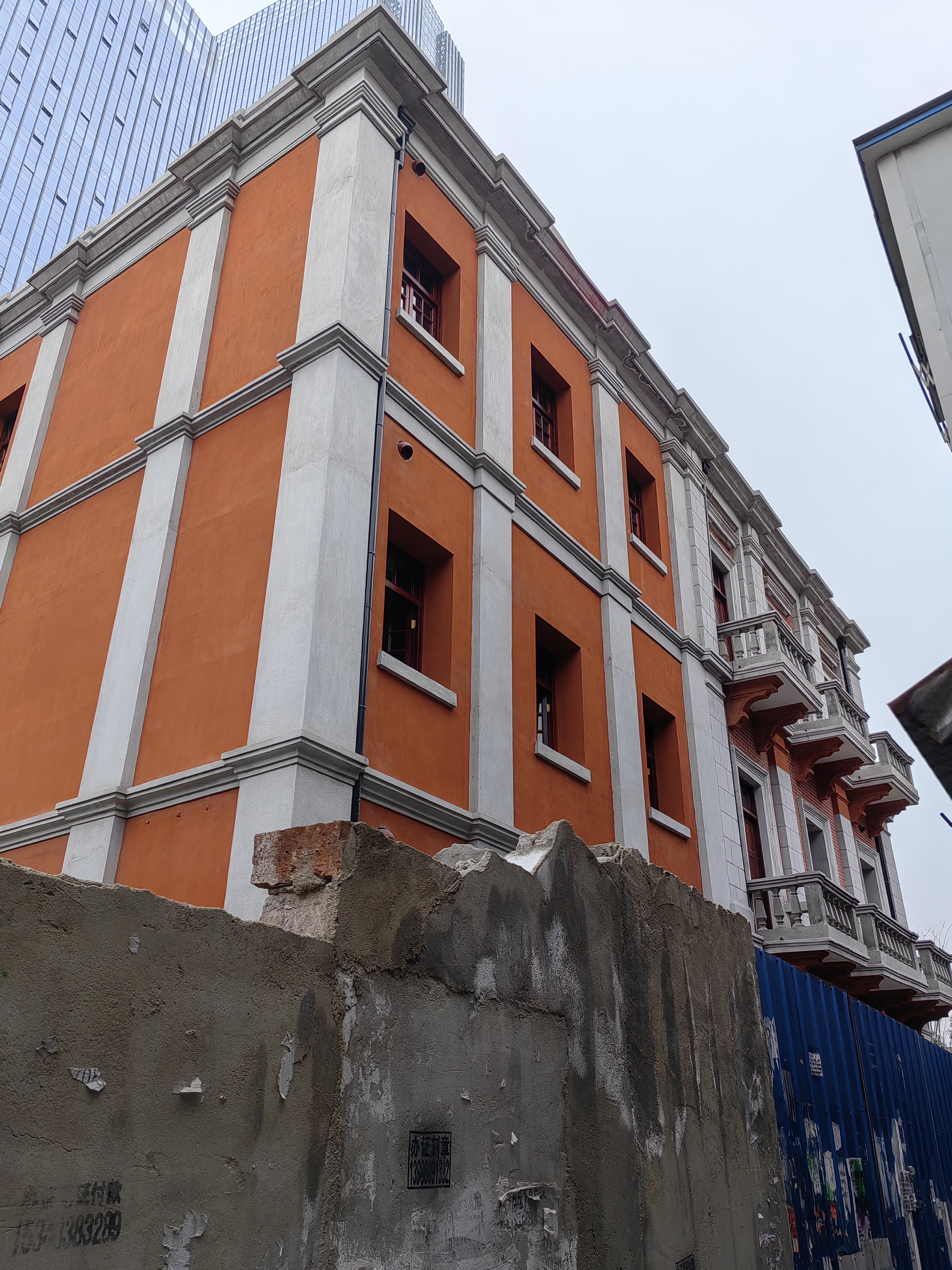
旧址背后 （2024年拍摄）
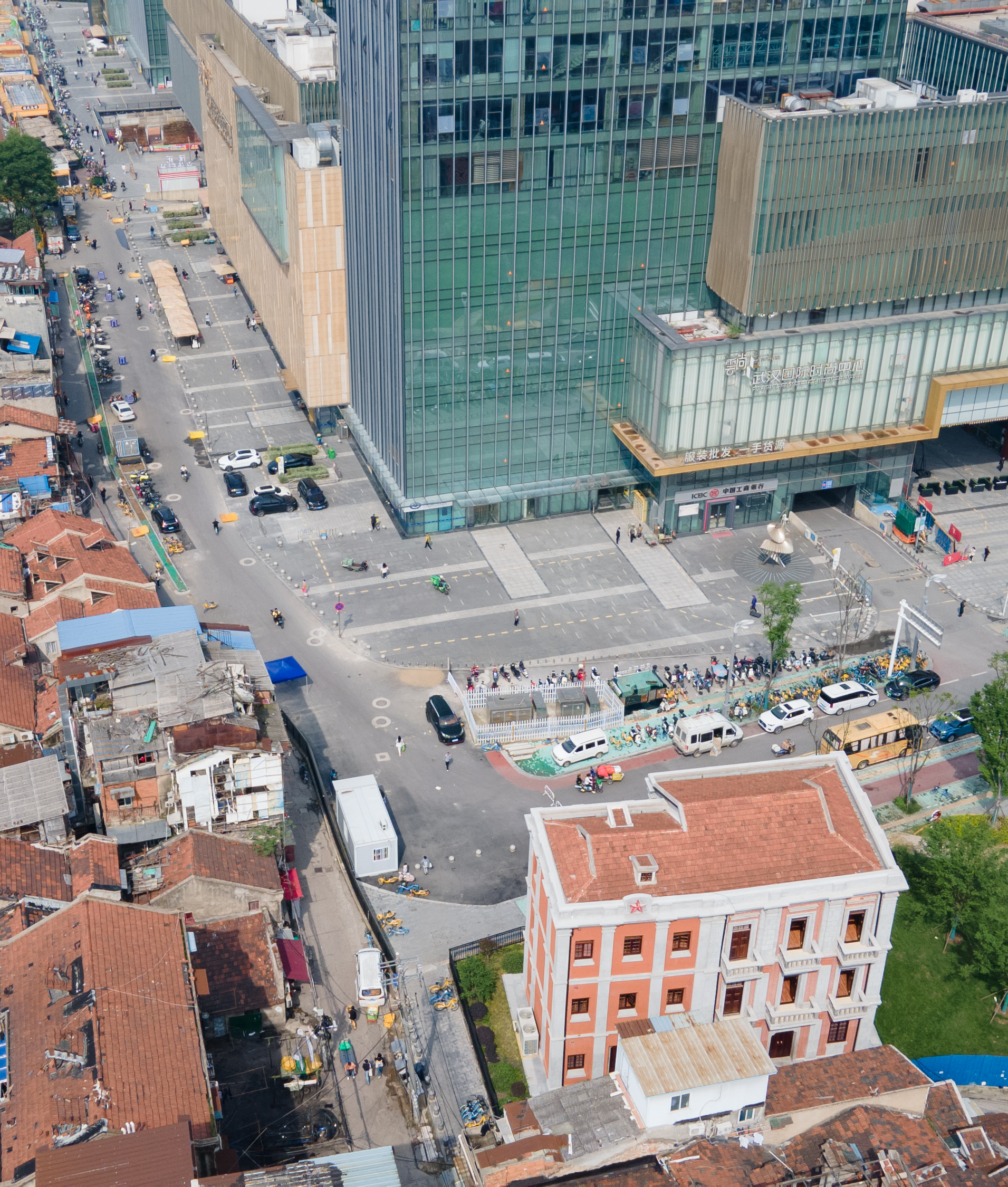
旧址与保寿桥（左上）毗邻（2024年拍摄）

## 注解
1. ↑  但在诸方志中仅有保安联合会下属“义勇消防队”的组织名称。
2. ↑  亦有来源指出总计平移88米[4]。